# Grigor Natschowitsch

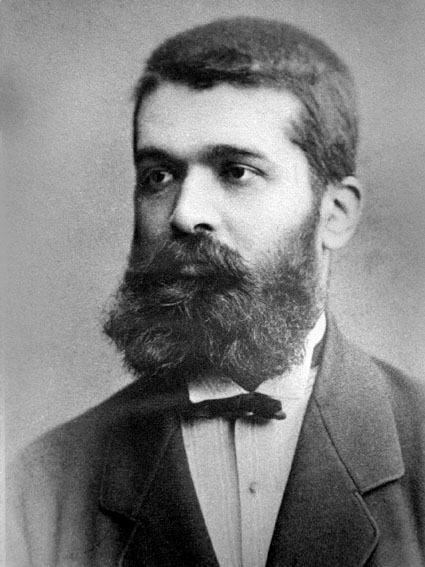
G.D. Natschowitsch, Datierung unbekannt

Grigor Dimitrow Natschowitsch (auch Grigor Dimitrov Natschovich, meist nur Grigor Natschowitsch bzw. Grigor Natschovich, bulgarisch Григор Димитров Начович; * 22. Januarjul. / 3. Februar 1845greg. in Swischtow, damals im Osmanischen Reich, heute Bulgarien; † 4. Januar 1920 in Sofia) war ein bulgarischer Diplomat und konservativer Politiker. Er war zwischen 1879 und 1900 dreimal Außenminister, viermal Finanzminister, zweimal Innenminister und einmal Minister für Arbeit und Landwirtschaft in elf Regierungen seines Landes.

## Leben
Natschowitsch wurde in einer wohlhabenden Kaufmannsfamilie geboren. Er besuchte eine griechische Schule in seiner Heimatstadt und anschließend bis 1860 ein französisches Collège in Konstantinopel. Die höhere Bildung erwarb er an einer Handelsschule in Wien und an einer Finanzhochschule in Paris. Nach seiner Rückkehr  ließ er sich in Swischtow als Kaufmann nieder und betätigte sich zugleich in der Befreiungsbewegung gegen die osmanische Fremdherrschaft; 1866 war er Vorsitzender des örtlichen Revolutionskomitees der Inneren Revolutionären Organisation 1867 half er von Bukarest aus bei der Aufstellung einer revolutionären Legion.
Während des Aprilaufstandes 1876 wie auch während des russisch-türkischen Krieges 1877/78, der zur Gründung des Fürstentums Bulgarien führte, schrieb Natschowitsch nebenbei als Korrespondent für verschiedene deutsche und französische Zeitungen Artikel. Während des Krieges war er außerdem für das russische Oberkommando tätig.

## Politische Karriere
Grigor Natschowitsch war Mitglied der ernannten Notabelnversammlung, die zwischen dem 10. Februar und dem 16. April 1879 als verfassunggebende Nationalversammlung in Weliko Tarnowo tagte und die Verfassung von Tarnowo erarbeitete. In den ersten drei Legislaturperioden war er Mitglied der regulären Nationalversammlung in Sofia (bis Ende 1883). 1879 wurde Natschowitsch erster Finanzminister des neuen Staates, noch im gleichen Jahr übernahm er bis 1880 auch das Außenressort. Nachdem er 1881/82 in einer neuen Regierung Innenminister (und stellvertretender Bürgermeister von Sofia) gewesen war, übernahm er 1883 wieder das Finanzministerium, bevor er 1885/86 diplomatischer Vertreter seines Landes in Bukarest wurde. Von 1886 bis 1888 war er wieder Finanzminister, 1887 zeitweise gleichzeitig auch Außenminister, anschließend vertrat er Bulgarien in Wien. 1891/92 war Natschowitsch wieder Finanzminister, 1894 bis 1896 noch einmal Außenminister. 1896/97 amtierte er als Bürgermeister von Sofia und 1899/1900 schließlich als Minister für Arbeit und Landwirtschaft. Von 1903 bis 1906 war er zum Abschluss seines Berufslebens als Diplomat in Konstantinopel tätig.
Natschowitsch war als überzeugter Monarchist einer der Gründer und ersten Anführer der Konservativen Partei Bulgariens. Nach der erzwungenen Abdikation des Fürsten Alexander 1886 (siehe Putsch von 1886), zu dessen engsten Vertrauenspersonen er gehört hatte, nahm er eine mehr unabhängige und überparteiliche Stellung ein, so dass er auch von liberalen Regierungschefs als Minister berufen wurde.

## Sonstiges
Seit 1884 war Natschowitsch Mitglied der Bulgarischen Literarischen Gesellschaft, aus der 1911 die Bulgarische Akademie der Wissenschaften hervorging.

## Veröffentlichungen
- Нѣколко страници по земледѣлието в България и cтранство (Einige Seiten zur Landwirtschaft in Bulgarien und im Ausland, Sofia: I. P. Daskalov, 1902)